# سی. مانتگیو شا
سی. مانتگیو شا (انگلیسی: C. Montague Shaw؛ ‏ ۲۳ مارس ۱۸۸۲ – ۶ فوریهٔ ۱۹۶۸) بازیگر اهل استرالیا بود.
از فیلم‌هایی که وی در آن نقش داشته‌است، می‌توان به زحمت را کم کن، نقاب فو مانچو، شرلوک هولمز، راسپوتین و امپراتریس، سواران، معمای آقای ایکس، خانه روتشیلت، احساس مالکیت، کارناوال، بینوایان، بکی شارپ، دایموند جیم، فرشته تاریکی، داستان دو شهر، داستان لوئی پاستور، فرشته سپید، چهار مرد و یک نیت خیر، سوئز، تجارت پرمخاطره، فصل باران آمد، برج لندن، دکتر سیتن مرموز، زنبور سبز دوباره حمله می‌کند!، قانون جنگل، غرور یانکی‌ها، قوی سیاه، برداشت محصول تصادفی، ویلسون، حکم، موسیو وردو، هدرا، تندر در میانکوه،مومیایی، ملکه کریستینا، سه تفنگدار و استنلی و لیوینگستون اشاره کرد.